# Nitteti (Bertoni)
Nitteti (La Nitteti) fue una ópera fruto del encargo expreso del cantante castrato Farinelli (1705–1782) a su gran amigo, el poeta y libretista italiano Pietro Metastasio (1698–1782), quien lo escribió exclusivamente para la corte de Madrid. Por aquel entonces, ambos estaban en la cúspide de lo que serían dos de las carreras más portentosas y sorprendentes de la historia de la ópera.
Como Metastasio era el poeta oficial de la corte de Viena, se requirió la autorización expresa de la emperatriz María Teresa I de Austria, quien finalmente dio su consentimiento. El compositor elegido por Farinelli para musicar el libreto fue el italiano Nicola Conforto (Nápoles, 1718 – Aranjuez, 1793), quien viajó expresamente desde Nápoles a Madrid para presentar su obra.
Nitteti, cantada en italiano y dividida en tres actos, fue estrenada con motivo del cumpleaños del rey Fernando VI de España el 23 de septiembre de 1756 en el Real Coliseo del Buen Retiro de Madrid. El éxito fue clamoroso. Se representó en 20 ocasiones a lo largo de tres años y Farinelli conservaría una predilección tal por esta obra que encargó una serie cuadros al pintor Francesco Battaglioli con las escenas principales. Dichos cuadros, que inicialmente adornaban las paredes del palco y antepalco real del Coliseo, fueron posteriormente trasladados por el cantante en su partida hacia Bolonia.

## Composición

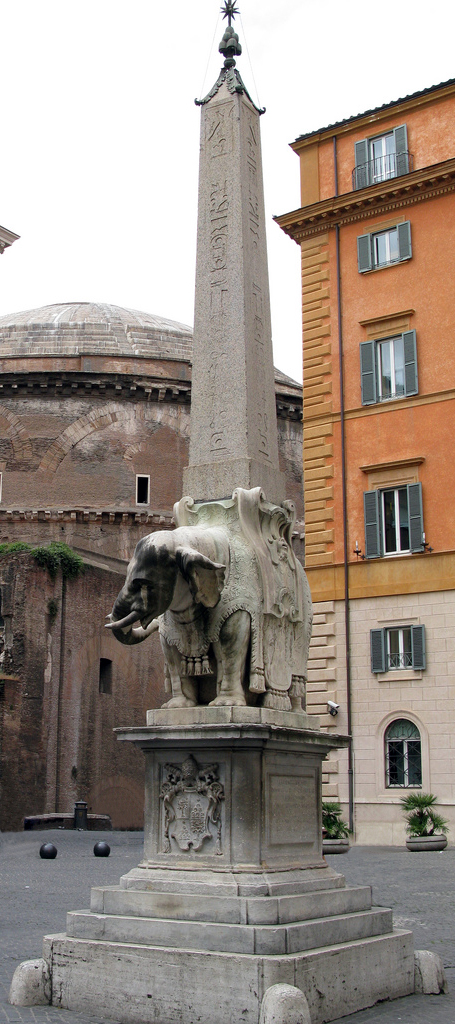
Obelisco del faraón Apries, Roma, plaza de Santa Maria sopra Minerva.

Las fuentes que utilizó Metastasio para el libreto fueron los estudios histórico–geográficos de los griegos Heródoto de Halicarnaso y Diodoro de Sicilia. El poeta empleó un año en la creación del libreto.

## Estreno
En 1789, el compositor italiano Ferdinando Bertoni (Saló, 1725 – Dasenzano, 1813) retomó el libreto de Metastasio para componer una ópera homónima en tres actos, cuyo estreno tuvo lugar en el Teatro San Samuel de Venecia el 6 de febrero.

## Personajes
| Personaje                                              | Tesitura | Reparto el 6 de febrero de 1789 Director: Ferdinando Bertoni |
| ------------------------------------------------------ | -------- | ------------------------------------------------------------ |
| Amosis II (Amasi) (Faraón de la XXVI dinastía)         | tenor    | Matteo Antonio Babini                                        |
| Nitteti (Falsa princesa egipcia)                       | soprano  | Antonia Viscardini                                           |
| Sammete (Hijo de Amosis)                               | castrato | Gaspare Pacchierotti                                         |
| Beroe (Esclava, verdadera Nitteti y amante de Sammete) | soprano  | Anna Asentini                                                |
| Amenofi (Rey de Cirene y amigo de Sammete)             | tenor    | Michele da Montasola Cavanna                                 |
| Bubaste (Capitán de la guardia del faraón)             | tenor    | Filippo Martinelli                                           |

Escenografía: Antonio Mauro

Coreografía: Domenico Ricciardi

Vestuario: Giovanni Monti

## Argumento

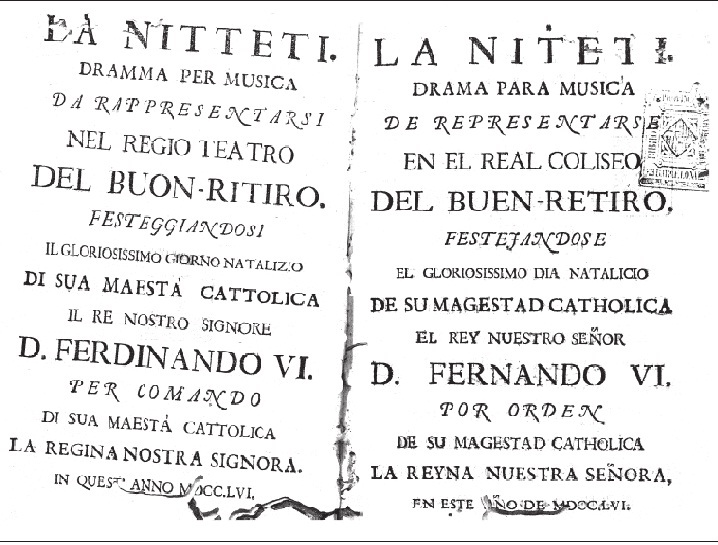
Portada del libreto original de Nitteti, Madrid (1756).

La acción se desarrolla en Egipto, en el año 570 a C.

Antecedentes. En su lecho de muerte, Apries, quinto faraón de la XXVI dinastía, manda llamar a su general  Amosis para nombrarlo sucesor. El faraón confía a su general un secreto: la princesa Nitteti es en realidad la hija de un pastor, pues la auténtica princesa desapareció durante una revuelta cuando era niña. Amosis deberá encontrar a la auténtica Nitteti y casarla con su propio hijo, Sammete, para unir así las casas de Apries y Amosis, consolidar el poder real sobre todo Egipto. 

La acción transcurre durante el reinado del ya faraón Amosis II y narra los conflictos del típico triángulo amoroso. El hijo del faraón, Sammete, y una esclava llamada Beroe se aman en secreto, mientras que la princesa Nitteti, hija del anterior faraón, está enamorada de Sammete. Finalmente se descubre que Beroe es la auténtica Ninetti y que la princesa Nitteti es en realidad hija de Amosis y por lo tanto, hermana de Sammete.

## Influencia
Metastasio tuvo gran influencia sobre los compositores de ópera desde principios del siglo XVIII hasta comienzos del siglo XIX. Los teatros de más renombre representaron en este período obras del ilustre italiano y los compositores musicalizaban los libretos que el público esperaba ansioso. Nitteti fue utilizada por más de 30 compositores para componer otras tantas óperas. Sin embargo, el paso del tiempo ha hecho caer en el olvido a todas ellas.